# Javier Otxoa
Javier Otxoa Palacios (Barakaldo, 30 agosto 1974 – Alhaurín de la Torre, 24 agosto 2018) è stato un ciclista su strada e paraciclista spagnolo di origini basche.
Professionista su strada dal 1997 al 2001, conta una vittoria di tappa al Tour de France. Nel paraciclismo ha invece vinto due medaglie d'oro e due d'argento ai Giochi paralimpici.
È il fratello gemello del ciclista Ricardo Otxoa.

## Carriera
Nel corso della breve carriera da professionista con il team Kelme si aggiudicò una tappa del Tour de France 2000 ad Hautacam, in cui riuscì a resistere al ritorno di Lance Armstrong.
Nel febbraio del 2001, mentre si allenava insieme al fratello gemello Ricardo, un'auto li investì. Ricardo morì, mentre Javier sopravvisse, restando in coma per circa un mese e riportando danni fisici permanenti.
Nonostante l'handicap Otxoa iniziò l'attività nel paraciclismo, aggiudicandosi diverse medaglie ai Giochi paraolimpici di Atene e di Pechino (due ori e due argenti) ed in altre competizioni internazionali.
Ha creato una fondazione per il miglioramento delle condizioni di vita delle persone colpite da gravi traumi cerebrali.

## Palmarès

### Strada
- 1994

Grand Prix Elorrio
- 1995

Circuito de Sollube
- 1996

Classifica generale Circuito Montañés
- 2000

10ª tappa Tour de France (Dax > Lourdes-Hautacam)
Prueba Villafranca de Ordizia

### Paraciclismo
- 2004

Giochi paralimpici, Prova a cronometro CP 3 (Atene)
- 2008

Giochi paralimpici, Prova a cronometro CP 3 (Pechino)
- 2009

Campionati del mondo su strada, Prova a cronometro CP 3

## Piazzamenti

### Grandi Giri
- Giro d'Italia

1998: ritirato
- Tour de France

1999: 86º
2000: 13º